# Dolichurus kohli
Dolichurus kohli är en  stekelart som beskrevs av Arnold 1928. Dolichurus kohli ingår i släktet Dolichurus och familjen Ampulicidae. Inga underarter finns listade i Catalogue of Life.